# Mallnitz
Mallnitz est une commune autrichienne du district de Spittal an der Drau en Carinthie. Située dans les montagnes des Hohe Tauern, à environ 1200 mètres d'altitude, elle est une station climatique reconnue par l'Etat.
La commune a été insérée dans la liste des Perles des Alpes.

## Géographie

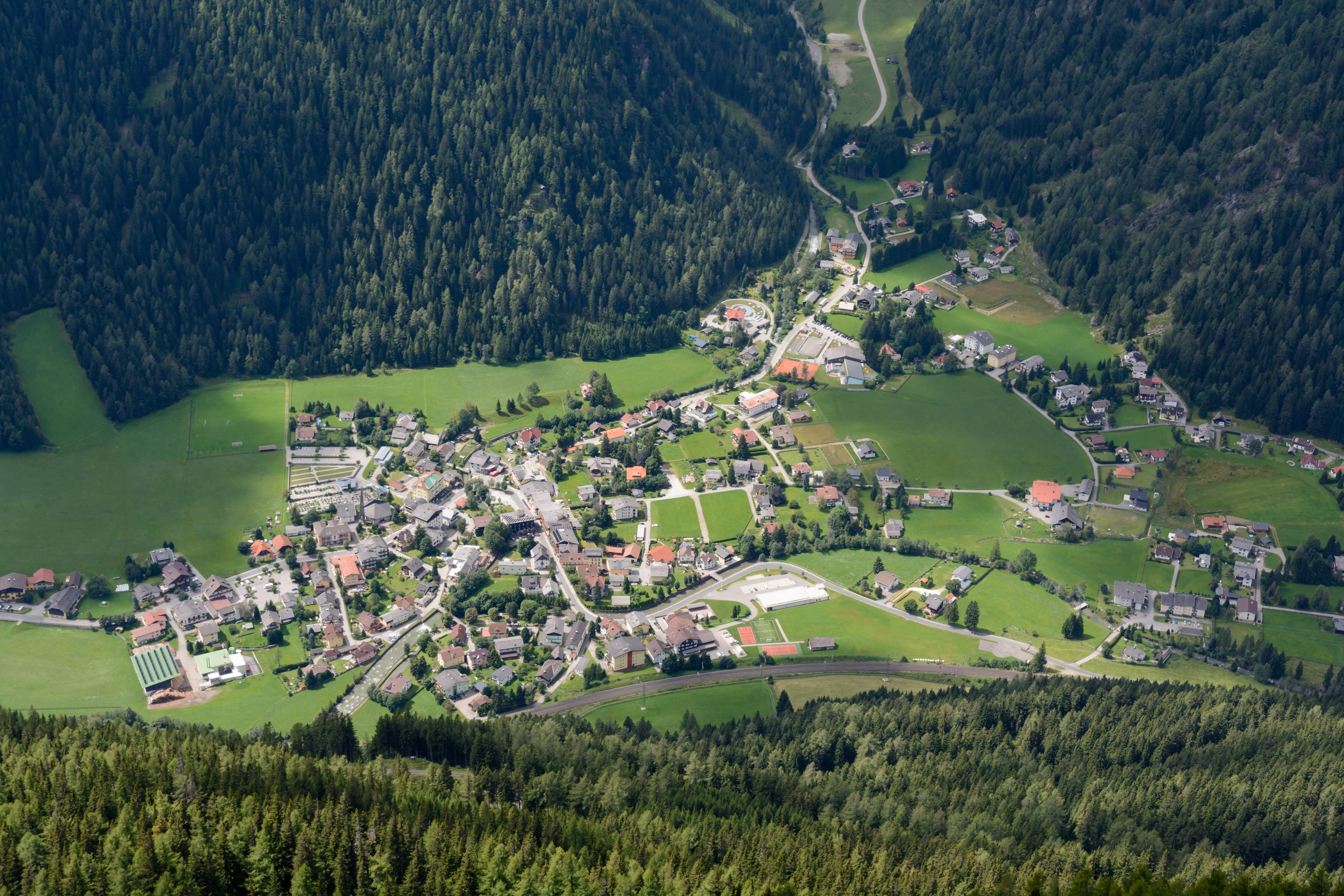
Vue sur la haute vallée de Mallnitz.

Le territoire communal s'étend le long d'une haute vallée traversée par le Mallnitzbach, un affluent rive gauche de la rivière Möll. Au nord apparaissent les massifs de l'Ankogel et de la Hochalmspitze au sein des Hohe Tauern qui forment une partie de la crête principale des Alpes orientales centrales et de la frontière avec le Land de Salzbourg. Le parc national des Hohe Tauern est situé à proximité immédiate.
Les communes voisines sont Flattach à l'ouest, Malta à l'est, et Obervellach au sud. Les cols au nord, praticable à pied seulement, mènent à Gastein dans le Land de Salzbourg.

## Histoire

L'intérieur de l'église du Christ Roi à Mallnitz. Juillet 2019.

Les routes commerciales sur les cols des Hohe Tauern sont établies dès l'âge du bronze ; ils ont été utilisées par les Celtes et dans la période de l'Empire romain. Le nom de la vallée de Malinica (« la petite Möll ») date de l'époque à partir d'environ 600, lorsque des membres des tribus slaves ont immigré vers les Alpes orientales. Une colonie habitée en permanence surgit sur le plateau au Xe siècle, sous le pouvoir de la Francie orientale et les ducs de Bavière.
Le lieu lui-même fut mentionné pour la première fois en 1299 dans un registre des comtes de Goritz. Pendant des siècles, les résidents profitèrent de la commerce, notamment du sel, du vin et également de l'or, vers les sentiers muletiers de montagnes.

## Jumelage
La commune de Mallnitz est jumelée avec :
- Witten (Allemagne) depuis 1979